# Festival du cochon de Sainte-Perpétue

Logo

Le Festival du cochon de Sainte-Perpétue est un événement annuel, organisé depuis 1977 à Sainte-Perpétue dans le Centre-du-Québec, à mi-chemin entre Montréal et Québec. Cet événement rassemble environ 40 000 visiteurs annuellement.

## Histoire

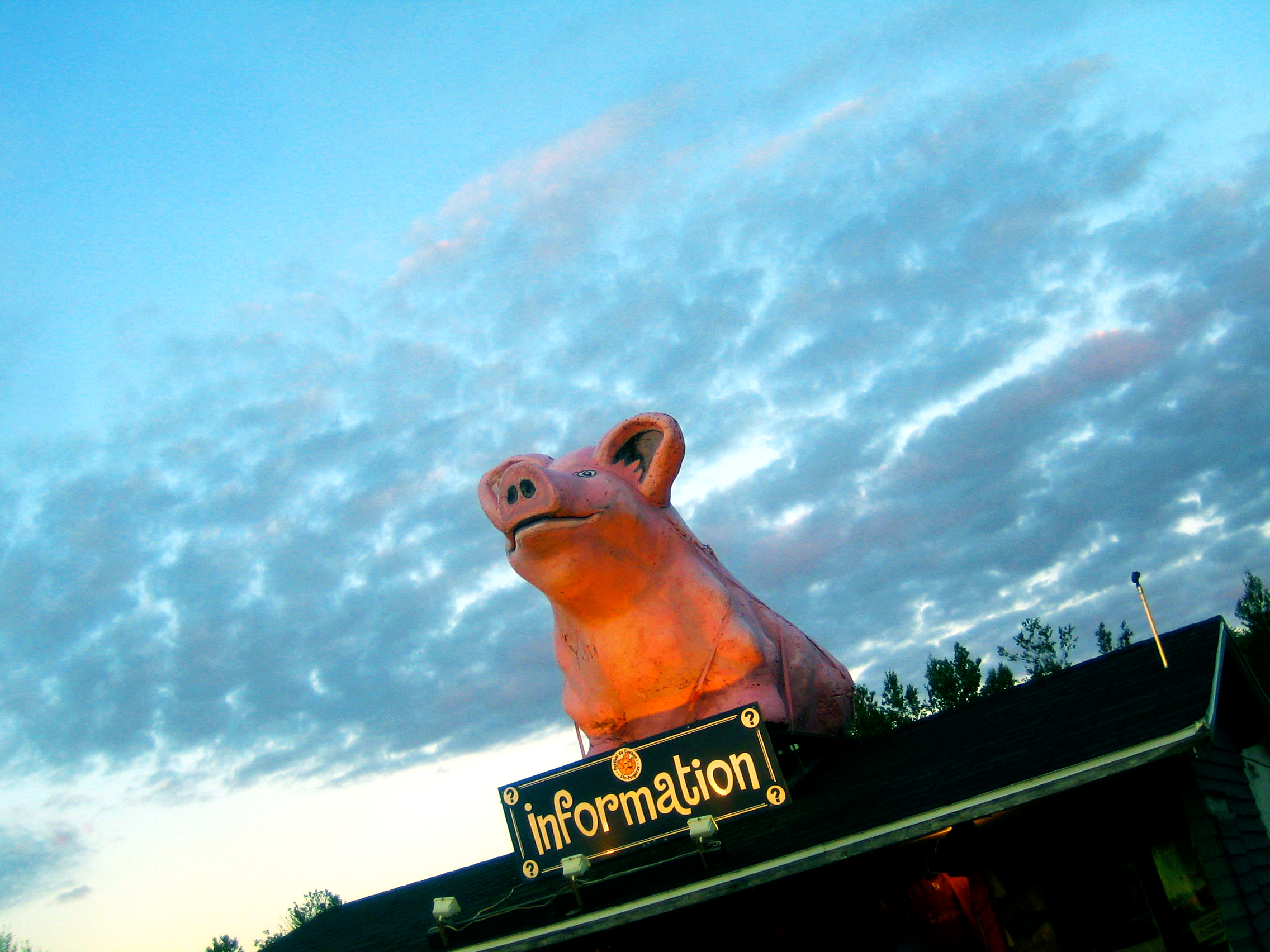
Le Festival du cochon en 2007.

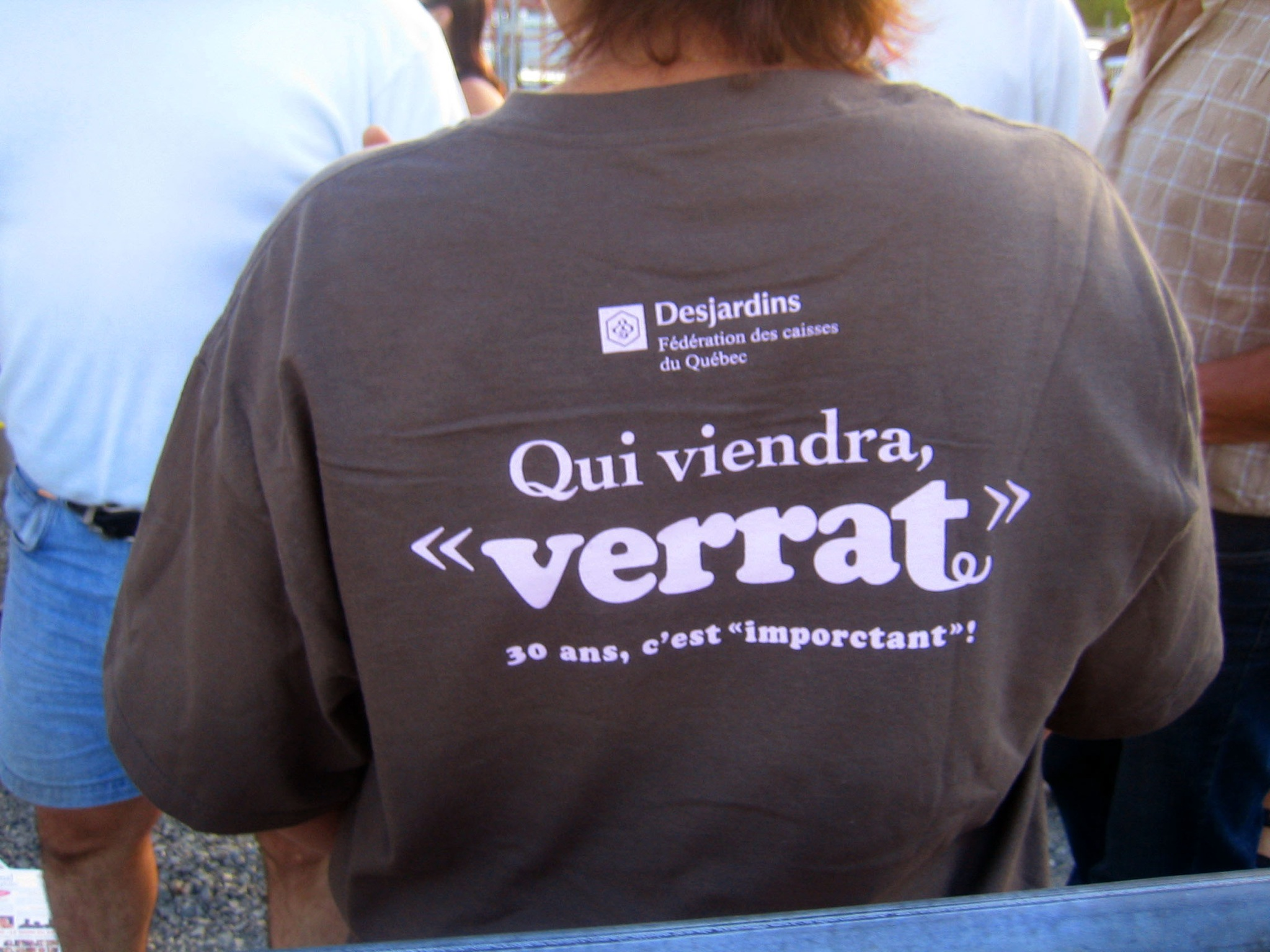
Hilarants calembours à la de cet « imporctant » événement.

Le comité des fêtes du village de Sainte-Perpétue désirait présenter une activité originale durant la période estivale afin de rassembler la communauté. L’un des membres du comité travaillait également à l’Abattoir Ouellet, l'une des plus importantes industries spécialisées dans l'abattage de porcs de la région à l’époque. Il raconte que les travailleurs allaient chercher les animaux directement chez les producteurs avant l'abattage et qu'il était fort divertissant de les voir essayer maladroitement d'attraper les cochons dans leur enclos sur un sol boueux. Plusieurs tombaient dans la boue ou effectuaient des figures acrobatiques cocasses avant de parvenir à saisir le cochon.De là est née l'idée d'organiser un festival en lien avec le cochon.
Le Festival du cochon est organisé pour la première fois en 1978.
En 1988, une arène pour les courses aux cochons graissés est construite. 
En 1991, lors de la 14e édition, la chanteuse Céline Dion se produit sur la scène du festival.
Depuis 1996, le comité organisateur utilise le préfixe Hyo, terme grec signifiant porc. Les festivaliers sont surnommés « hyophiles », et les différents lieux du festivals sont nommés « Hyo-lounge », « Bistro-Hyo », « Resto-Hyo », « Méchoui-Hyo » et « Hyodrome ».
En 1999, une deuxième scène est ajoutée afin de présenter des artistes de la région.
En 2002, une scène extérieure permanente est construite et un Pré-Festival est créé, au cours duquel ont lieu des courses de motos et des spectacles en fin de soirée. 
En 2006, le festival bat son record d'assistance en accueillant 50 000 personnes.
En 2010, le festival est primé par le Grand Prix du tourisme régional.
En 2011, un concours de cuisine intitulé « La Grande Flambée du porc » est organisé.
En 2013, le Festival reçoit le Prix Jean-Claude Milot décerné par l'Hôtel et suites Le Dauphin et par la Chambre de commerce et d’industrie de Drummond (CCID).

## Controverse
La Société pour la prévention de la cruauté envers les animaux (SPCA) de Montréal dénonce depuis plusieurs années la tenue de certaines activités du Festival du cochon de Sainte-Perpétue.
"La SPCA de Montréal condamne l’utilisation de cochons, ou de tout autre animal, à des fins de divertissement, en particulier dans des contextes qui compromettent intrinsèquement leur bien-être."